# Mam na imię Earl
Mam na imię Earl, Na imię mi Earl (ang. My Name Is Earl) – serial komediowy produkcji amerykańskiej, według pomysłu i scenariusza Gregory’ego  Garcii. Emitowany był w telewizji NBC od jesieni 2005 do wiosny 2009 roku. Laureat nagrody Emmy.

## Fabuła
Serial opowiada historię drobnego złodziejaszka Earla (Jason Lee), który niespodziewanie wygrał na „zdrapkowej” loterii 100 000 dolarów, jednak natychmiast stracił zwycięski kupon, ponieważ wiwatując z radości wbiegł na ulicę i został potrącony przez samochód. Leżąc w szpitalu Earl pod wpływem obejrzanego w telewizji programu zaczął wierzyć w karmę. Uznał, że stracił pieniądze ponieważ był złym człowiekiem. Postanowił więc stworzyć listę wszystkich złych uczynków i po kolei naprawiać swoje życiowe błędy. Pomagają mu w tym jego brat Randy (Ethan Suplee) i emigrantka Catalina (Nadine Velazquez). Głównymi bohaterami serialu są również Joy (Jaime Pressly), była żona Earla oraz jej nowy partner Darnell o pseudonimie „Crabman” (Eddie Steeples).
Akcja rozgrywa się w fikcyjnym mieście Camden County. Serial był nagrywany w Los Angeles.

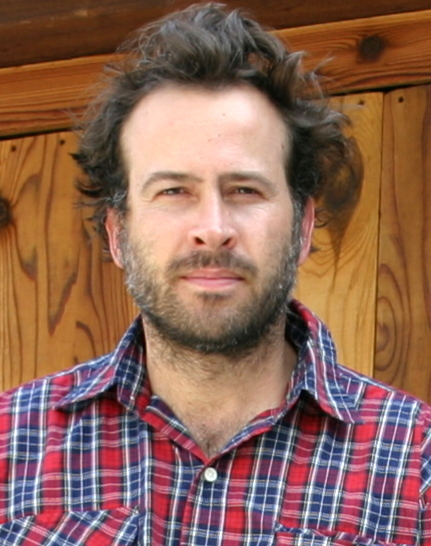
Earl (Jason Lee)
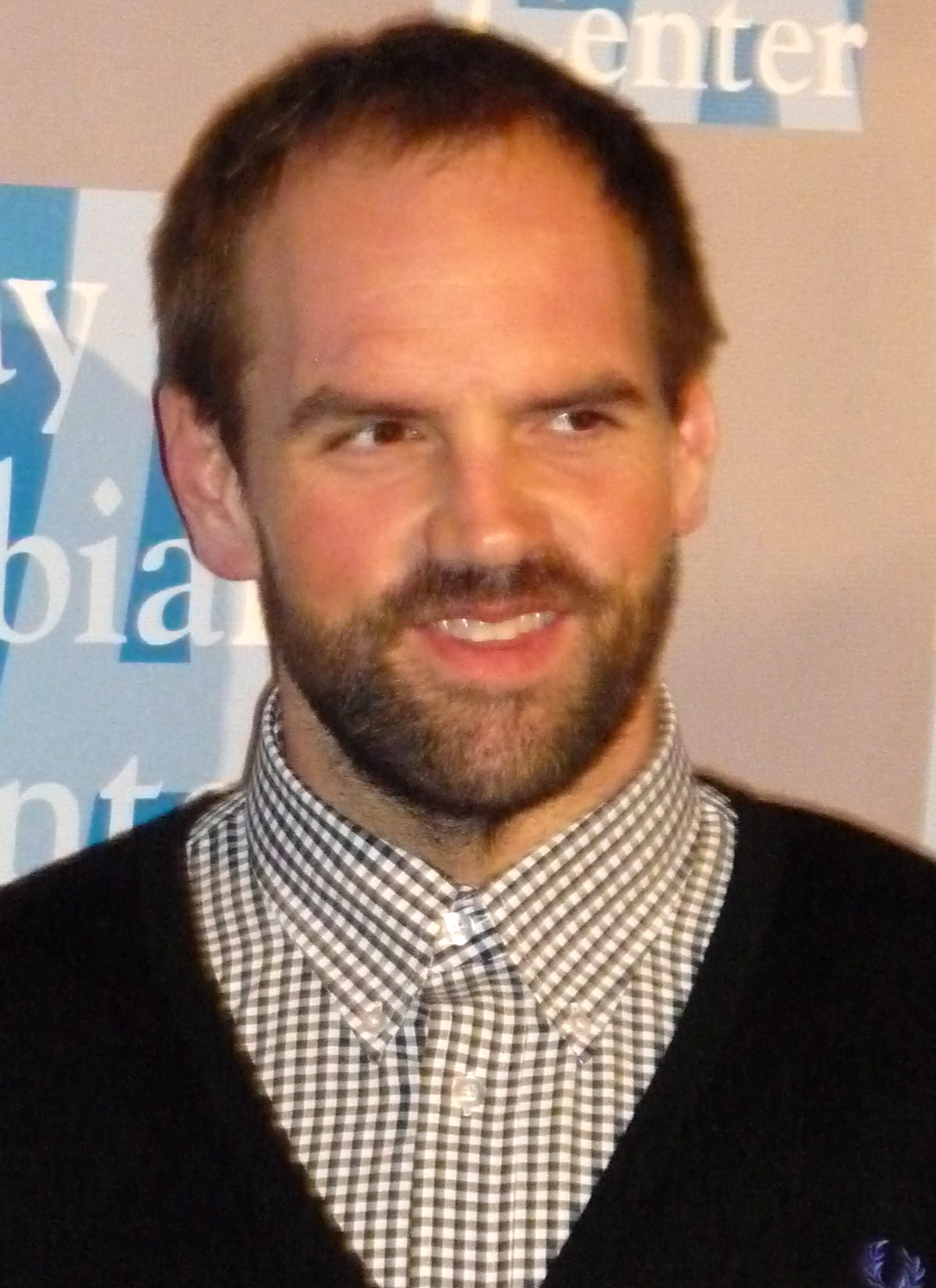
Randy, brat Earla (Ethan Suplee)
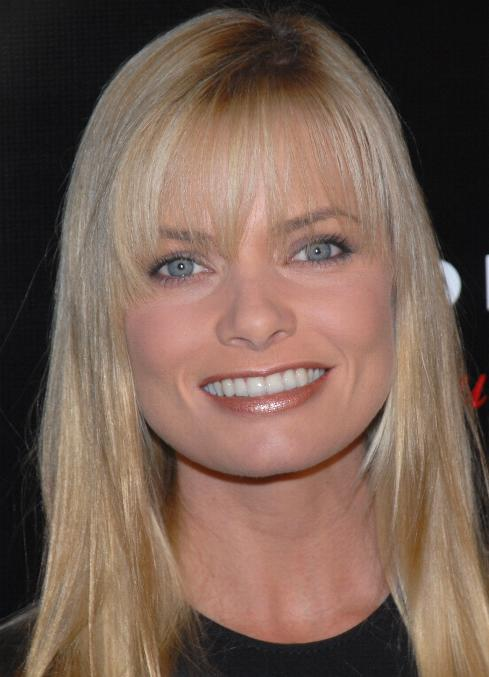
Joy, była żona Earla (Jaime Pressly)
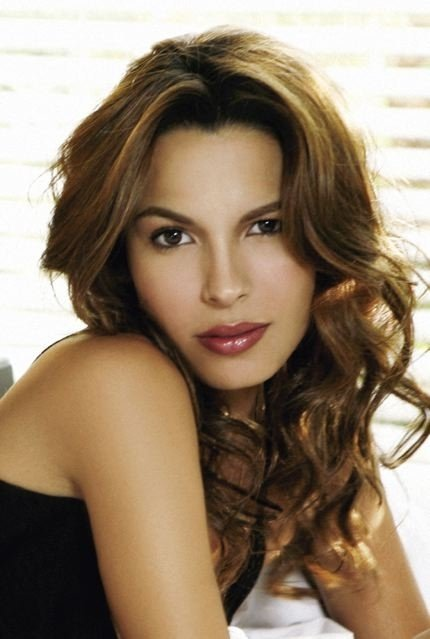
Catalina (Nadine Velazquez)

## Realizacja
Na imię mi Earl kręcony jest w Los Angeles – zarówno w studio, jak i w podmiejskim plenerze. Początkowo serialem zainteresowała się telewizja FOX, jednak ostatecznie zrezygnowała z realizacji. Dopiero 18 miesięcy później scenariusz spodobał się telewizji NBC, która rozpoczęła produkcję. Amerykańska premiera serialu miała miejsce 20 września 2005. My Name Is Earl od początku zbierał pozytywne opinie, a poszczególne odcinki ogląda 10-15 milionów Amerykanów. W 2009 roku zakończono produkcję serialu, który zakończył się na czwartym sezonie.

### Emisja w Polsce
Od 2 września 2008 serial był emitowany jest przez stację Comedy Central. Pierwszy raz polskim widzom serial zaprezentowała TVP2 we wrześniu i październiku 2007. Realizatorzy „Dwójki” pomylili kolejność pierwszych odcinków, emitując je według amerykańskich oryginałów, w porządku: 1, 2, 3, 6, 5, 4. Jednak w listopadzie 2007 zawieszono emisję serialu, nie podając przyczyny. Od 19 kwietnia 2009 TVP2 rozpoczęła emisję 1. sezonu na nowo.

## Obsada

### Postacie pierwszoplanowe
- Jason Lee jako Earl Jehoshaphat Hickey
- Ethan Suplee  jako Randall „Randy” Dew Hickey
- Jaime Pressly jako Joy Farrah Darville Hickey Turner
- Nadine Velazquez jako Catalina Rana Aruca
- Eddie Steeples jako Darnell „Crabman” Turner, wcześniej Harry Monroe

### Postacie drugoplanowe
- Giovanni Ribisi jako Ralph Mariano, złodziejaszek, kumpel Earla i Randy’ego z dzieciństwa
- Dale Dickey jako Patty „Dzienna Prostytutka"
- Gregg Binkley jako Kenny James, pracownik ksero
- Silas Weir Mitchell jako Donny Jones, znajomy Earla i Randy’ego

### Gościnnie
W drugoplanowych rolach w serialu pojawili się m.in. Juliette Lewis (jako Jesse w Bounty Hunter, odc. 21/sezon 1), Roseanne Barr (zakonnica Millie Bank w Made a Lady Think I Was God, odc.6/sez.2), Alyssa Milano (Billie w Frank's Girl odc.5/sez/.3), Burt Reynolds (gangster Chubby w Jump for Joy, odc.2/sez.2), John Leguizamo (Diego, kuzyn Cataliny w South of the Border odc.10 i 11/sez.2), Paris Hilton, Seth Green (odc.1/sez.4), Jane Seymour (sez.4) oraz Danny Glover (odc.19/sez.4).
Timothy Stack, scenarzysta i aktor, znany m.in. z Nagiego patrolu (parodii Słonecznego patrolu), gra mieszkańca serialowego miasteczka Camden, Tima Stacka, zapijaczonego aktorzynę, którego życiowym sukcesem jest rola w „plażowej parodii”.